# Skivanemoner
Skivanemoner (Corallimorpharia) är en ordning i klassen koralldjur som förekommer i alla hav över hela världen. I motsats till sina nära släktingar, stenkoraller (Scleractinia), saknar de skelett. Skivanemoner är omtyckt i saltvattenakvarium då de klarar sig med lite vård. Ordningen utgörs bara av cirka 30 arter som fördelas på fyra familjer.

## Beskrivning
Skivanemoner består av en stor skiva som utgör djurets mun. På skivan finns flera korta tentakler som liknar knölar. Till den stora skivan ansluter en kort pungformig kropp som går över i fotskivan. Med fotskivan suger sig djuret fast på havets botten. Hos de flesta arterna har munskivan bara en diameter på några centimeter men arten Amplexidiscus fenestrafer (ibland betecknad som "jätte elefantöra") kan nå en diameter på 45 centimeter. Den största arten, Discosoma nummiforme, når en diameter upp till en meter. Tropiska arter är ofta mycket färgglada. Individerna förekommer ensam eller i större kolonier. Förökningen sker antingen genom olika kön eller asexuell genom kloning.

## Utbredning
Skivanemoner förekommer i alla hav från polartrakterna till tropikerna. I tropikerna hittas de ofta på döda korallrev.

## Föda
Arter i tropiska hav lever vanligen i symbios med encelliga alger, så kallade zooxanthellae. I kalla och tempererade hav livnär sig skivanemoner främst av zooplankton. Organismerna infångas med nässelceller som sitter på munskivans tentakler. En nyare studie visade att vissa skivanemoner av släktet Pseudocorynactis äter törnekronasjöstjärnor med en diameter upp till 25 cm.

## Evolution
Enligt en fylogenetisk studie från 2006 är skivanemoner en klad av stenkoraller (Scleractinia) som förlorade sitt kalkskelett. Vissa släkten av stenkoraller, som Acropora, har mer gemensam med skivanemoner än med andra stenkoraller. Därmed är ordningen stenkoraller som lämnar skivanemoner utanför en parafyletisk grupp. Undersökningen framhåller att skivanemoner uppkom under mellersta krita för 132 till 110 miljoner år sedan. Under denna tid blev havsvattnets pH-värde lägre och skapandet av ett kalkskelett blev svårare.

## Systematik
Ordningen inre systematik är ganska osäker, listan här följer Daphne Fautin et al. (2007):
- Corallimorphidae Hertwig, 1882 – med 3 släkten
- Discosomatidae Duchassaing & Michelotti, 1864 – med sju släkten
- Ricordeidae Watzl, 1922 – med en art i ett släkte
- Sideractidae Danielssen, 1890 – med två släkten